# Toon De Brauwer
Antoon (Toon) De Brauwer (Hasselt, 11 februari 1964) is een Belgisch voormalig kajakker. 

## Levensloop
De Brauwer vertegenwoordigde België tweemaal op de Olympische Spelen, met name in 1984 te Los Angeles en in 1992 te Barcelona. In 1984 bereikte hij de halve finales in zowel de K1 500 meter als de K1 1000 meter. Acht jaar later te Barcelona vormde hij een team met Bart Stalmans. Het duo strandde er in de halve finales van de K2 1000 meter en in de herkansingen op de K2 500 meter.
De Brauwer was aangesloten bij de Vlaamse Vereniging voor Watersport Hasselt.

## Palmares

### K1 - 500 m
- 1984: 6e ½ fin. OS in Los Angeles - 1.52,22
- 1985: 4e ½ fin. WK in Hazewinkel - 1.51,02

### K1 - 1000 m
- 1984: 6e ½ fin. OS in Los Angeles - 3.57,84

### K2 - 500 m
- 1992: 5e herkans. OS in Barcelona - 1.33,45

### K2 - 1000 m
- 1992: 8e ½ fin. OS in Barcelona - 3.25,96

### K4 - 1000 m
- 1986: 7e herkans. WK in Montreal[1]
- 1986: herkans. WK in Montreal[2]